# جي. ديفيس غريني جونيور
جي. ديفيس غريني جونيور (بالإنجليزية: G. Davis Greene, Jr.) هو عسكري أمريكي، ولد في 22 مارس 1931 في فيلادلفيا في الولايات المتحدة، وتوفي في 2 سبتمبر 2012 في Wyndmoor, Pennsylvania ‏ في الولايات المتحدة.